# Europameisterschaften im Bogenschießen 2024
Die Europameisterschaften im Bogenschießen 2024 wurden vom 7. bis 12. Mai in Essen ausgetragen. Austragungsort der Wettkämpfe war das Areal von Schacht XII, das etwa 2.000 Zuschauern Platz bot. 
Die Europameisterschaften dienten zugleich als eine Möglichkeit zur Qualifikation für die Olympischen Sommerspiele 2024 in Paris. 

## Ergebnisse

### Recurvebogen
| Disziplin         | Gold                                                             | Silber                                                              | Bronze                                                     |
| ----------------- | ---------------------------------------------------------------- | ------------------------------------------------------------------- | ---------------------------------------------------------- |
| Männer Einzel     | Mete Gazoz                                                       | Den Habjan Malavašič                                                | Jean-Charles Valladont                                     |
| Frauen Einzel     | Katharina Bauer                                                  | Elia Canales                                                        | Lisa Barbelin                                              |
| Männer Mannschaft | Frankreich Baptiste Addis Thomas Chirault Jean-Charles Valladont | Italien Federico Musolesi Mauro Nespoli Alessandro Paoli            | Türkei Berkay Akkoyun Mete Gazoz Ulaş Berkim Tümer         |
| Frauen Mannschaft | Frankreich Lisa Barbelin Amélie Cordeau Caroline Lopez           | Niederlande Quinty Roeffen Gabriela Schloesser Laura van der Winkel | Deutschland Katharina Bauer Charline Schwarz Elisa Tartler |
| Mixed-Team        | Katharina Bauer / Florian Unruh                                  | Bryony Pitman / Conor Hall                                          | Laura van der Winkel / Steve Wijler                        |

### Compoundbogen
| Disziplin         | Gold                                               | Silber                                             | Bronze                                                         |
| ----------------- | -------------------------------------------------- | -------------------------------------------------- | -------------------------------------------------------------- |
| Männer Einzel     | Mathias Fullerton                                  | Shamai Yamrom                                      | Mike Schloesser                                                |
| Frauen Einzel     | Ella Gibson                                        | Elisa Roner                                        | Hazal Burun                                                    |
| Männer Mannschaft | Italien Marco Bruno Michea Godano Federico Pagnoni | Türkei Batuhan Akçaoğlu Emircan Haney Sezgin Yağız | Dänemark Rasmus Bramsen Nicklas Bredal Bryld Mathias Fullerton |
| Frauen Mannschaft | Türkei Batuhan Akçaoğlu Emircan Haney Yakup Yıldız | Spanien Paula Diaz Alexa Misis Andrea Muñoz        | Estland Lisell Jäätma Meeri-Marita Paas Maris Tetsmann         |
| Mixed-Team        | Sanne de Laat / Mike Schloesser                    | Amanda Mlinarić / Domagoj Buden                    | Ayşe Bera Süzer / Emircan Haney                                |

## Medaillenspiegel
| Platz  | Land           | Gold | Silber | Bronze | Gesamt |
| ------ | -------------- | ---- | ------ | ------ | ------ |
| 1      | Türkei         | 2    | 1      | 3      | 6      |
| 2      | Frankreich     | 2    | –      | 2      | 4      |
| 3      | Deutschland    | 2    | –      | 1      | 3      |
| 4      | Italien        | 1    | 2      | –      | 3      |
| 5      | Niederlande    | 1    | 1      | 1      | 3      |
| 6      | Großbritannien | 1    | 1      | –      | 2      |
| 7      | Dänemark       | 1    | –      | 2      | 3      |
| 8      | Spanien        | –    | 2      | –      | 2      |
| 9      | Israel         | –    | 1      | –      | 1      |
| 9      | Kroatien       | –    | 1      | –      | 1      |
| 9      | Slowenien      | –    | 1      | –      | 1      |
| 12     | Estland        | –    | –      | 1      | 1      |
| Gesamt | Gesamt         | 10   | 10     | 10     | 30     |